# Oedemerinae
Oedemerinae — підродина жуків родини вузьконадкрилок (Oedemeridae).

## Класифікація
incertae sedis
- Рід Baculipalpus
- Рід †Darwinylus
- Рід Koniaphassa
- Рід Parisopalpus
- Рід Selenopalpus
- Рід Thelyphassa

Триба Asclerini Semenov, 1894
| - Рід Afrochitona - Рід Alloxantha Seidlitz 1899 - Рід Alloxanthoides - Рід Ananca Fairmaire & Germain, 1863 - Рід Asclera Stephens, 1839 - Рід Ascleropsis - Рід Asclerosibutia - Рід Chitona W.Schmidt 1844 - Рід Copidita LeConte, 1866 - Рід Eumecomera Arnett, 1951 - Рід Heliocis Arnett, 1951 - Рід Hypasclera Kirsch, 1866 - Рід Ischnomera Stephens, 1832 | - Рід Melananthia - Рід Melananthoides - Рід Nacatrorus - Рід Nacerdochroa Reitter 1893 - Рід Oxacis LeConte, 1866 - Рід Oxycopis Arnett, 1951 - Рід Paroxacis Arnett, 1951 - Рід Probosca W.Schmidt 1846 - Рід Rhinoplatia Horn, 1868 - Рід Sisenes Champion, 1889 - Рід Vasaces Champion, 1889 - Рід Xanthochroina Ganglbauer, 1881 |

| Триба Oedemerini - Рід Oedemera Olivier, 1789 (including Oncomera) | Триба Stenostomatini - Рід Stenostoma Latreille, 1810 |